# Серај Гозлер
Серај Гозлер Јенај (енгл. Seray Gözler Yeniay; Адана, 27. септембар 1961) је турска филмска и телевизијска глумица.

## Биографија
Серај Гозлер Јенај рођена је 27. септембра 1961. године. Дипломирала је на Mimar Sinan Güzel Sanatlar Üniversitesi. Она је позоришна, филмска и телевизијска глумица.